# Hydroleaceae
Hydroleaceae – monotypowa rodzina roślin z rzędu psiankowców. Obejmuje jeden rodzaj – Hydrolea Linnaeus, Sp. Pl. ed. 2. 328. Sep 1762. Należy do niego 11 gatunków. Ich zasięg obejmuje strefę międzyzwrotnikową. 7 gatunków występuje na kontynentach amerykańskich, 4 na Starym Świecie. W Ameryce Północnej na północy sięgają Wirginii, w Ameryce Południowej Argentyny na południu, występują w Afryce środkowej i Madagaskarze, na Półwyspie Indyjskim, w Azji południowo-wschodniej i północnej Australii. Są to rośliny mokradeł, często zakorzenione w dnie. Nie mają znaczenia ekonomicznego. 

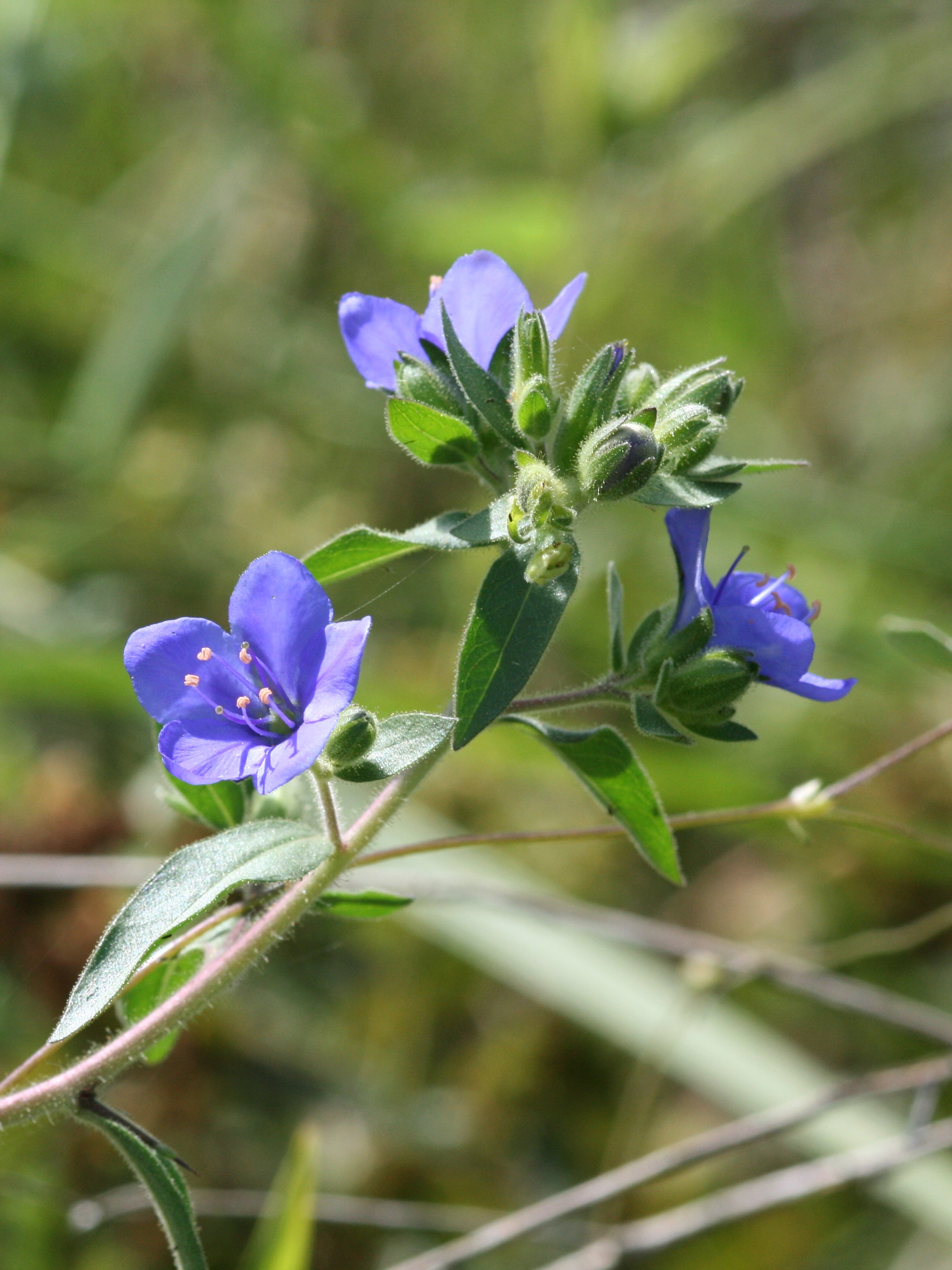
Hydrolea spinosa

## Morfologia
PokrójRośliny zielne i półkrzewy osiągające do 2 m wysokości. Pędy prosto wzniesione lub rozpościerające się, drewniejące lub gruboszowate. U gatunków amerykańskich często z cierniami wyrastającymi po 2–3 z węzłów i osiągających do 3 cm długości.
LiścieSkrętoległe, całobrzegie do piłkowanych, jajowate do równowąskich, nagie lub owłosione, u niektórych gatunków gruczołowato.
KwiatyZebrane w szczytowe kwiatostany baldachokształtne, czasem w ulistnionych gronach lub pęczkach, albo też wyrastają pojedynczo. Są promieniste, 5-krotne i obupłciowe. Działki kielicha są lancetowate do sercowatych. Korona jest dzwonkowata, z płatkami niebieskimi lub fioletowymi, rzadko białymi. Pręciki osadzone są w rurce korony. Zalążnia jest dolna, powstaje z dwóch, rzadko 3–4 owocolistków. Zwieńczona jest 2–4 szyjkami słupka z trąbkowatymi znamionami.
OwoceKulistawe torebki.

## Systematyka
Pozycja systematyczna według APweb (aktualizowany system APG IV z 2016)
|  | Montiniaceae                                                    |
|  |                                                                 |
|  | \| \| Sphenocleaceae \| \| \| \| \| \| Hydroleaceae \| \| \| \| |
|  |                                                                 |
|  | Sphenocleaceae                                                  |
|  |                                                                 |
|  | Hydroleaceae                                                    |
|  |                                                                 |

|  | Sphenocleaceae |
|  |                |
|  | Hydroleaceae   |
|  |                |

|  | powojowate Convolvulaceae |
|  |                           |
|  | psiankowate Solanaceae    |
|  |                           |

|  | Montiniaceae                                                    |
|  |                                                                 |
|  | \| \| Sphenocleaceae \| \| \| \| \| \| Hydroleaceae \| \| \| \| |
|  |                                                                 |
|  | Sphenocleaceae                                                  |
|  |                                                                 |
|  | Hydroleaceae                                                    |
|  |                                                                 |

|  | Sphenocleaceae |
|  |                |
|  | Hydroleaceae   |
|  |                |

|  | powojowate Convolvulaceae |
|  |                           |
|  | psiankowate Solanaceae    |
|  |                           |

Podział systematyczny
- rodzaj: Hydrolea Linnaeus, Sp. Pl. ed. 2. 328. Sep 1762[6]
  - Hydrolea corymbosa Elliott
  - Hydrolea elatior Schott
  - Hydrolea floribunda Kotschy & Peyr.
  - Hydrolea glabra Schumach. & Thonn.
  - Hydrolea macrosepala A.W.Benn.
  - Hydrolea ovata Nutt. ex Choisy
  - Hydrolea prostrata Exell
  - Hydrolea quadrivalvis Walter
  - Hydrolea spinosa L. (gatunek typowy)[6]
  - Hydrolea uniflora Raf.
  - Hydrolea zeylanica (L.) Vahl